# Sugar
"Sugar" je singl američkog sastava System of a Down, objavljen na EP-u, te na njihovom prvom studijskom albumu System of a Down. Tekst pjesme napisali su Serj Tankian, Daron Malakian i Shavo Odadjian, a uz sastav producirao ga je Rick Rubin. Sviraju je na gotovo svim svojim koncertima.

## Videospot
Videospot započinje scenom nalik na onu iz filma TV mreža u kojoj voditelj vijesti govori:
Dobra večer, ja sam Eric Olas. NATO snage bombardiraju Srbiju i Kosovo. -Neidentificirani muškarac je zadržan u FBI-u na ispitivanju zbog sumnje u povezanost s prošlomjesečnim ubojstvima biološkim plinom. U lokalnim vjestima, pas Heroj je osvojio prvu nagradu na godišnjem- Htio bih vam reći primjerenije vijesti, međutim, trenutačno se ispituje gledanost, a ključni faktor je 'senzacijonalizam'. Tjeraju vas da trčite u krug, od 9 do 5... a od 5 do 9... ste moji! Govoriom vam što žele da znate, a vi razmatrate istinu. Nitko vam ne otvara oči! Globalna ekonomija iskorištava naše živote i prirodne resurse! I jeste li sretni! Hajde! Ja radim za sustav!
U nastavku spota, sastav svira na pozornici ispred američke zastave, koja na kraju izgori. Također se prikazuju kratki isječci s prikazom javnih prosvjeda, vojske, snimke nuklearnih eksplozija, te scene iz njemačkog filma Metropolis. Par puta se prikazuje poruka "Aspartam ubija!", što je moguća referenca na ime pjesme (hrv. - šećer).
Zbog kontroverznog sadržaja, rijetke televizijske postaje su prikazivale spot, ili su ga pak prikazivale nakon 22 sata.

## Produkcija

### System of a Down
- Serj Tankian - vokal
- Daron Malakian - prateći vokal, gitara
- Shavo Odadjian - bas-gitara
- John Dolmayan - bubnjevi